# Richard Visser (minister)
 Richard Wayne Milton Visser is een voormalig Arubaans politicus. In het Kabinet-Mike Eman I was hij minister van Volksgezondheid, Bejaardenzorg en Sport. Aan het eind van de zittingsduur van dit kabinet maakte hij bekend geen tweede termijn te ambiëren omdat hij een internationale functie kon krijgen. Na een afwezigheid van vier jaren keerde hij bij de verkiezingen van 2017 terug als kandidaat op de AVP-lijst, doch deed afstand van de behaalde statenzetel.
Richard Visser studeerde in de Verenigde Staten, eerst aan St. Michael's Univerisity in Vermont waar hij een bachelor haalde in Science and Business Administration. Vervolgens studeerde hij Medicijnen aan de University of Colorado om in 1993 aan het Palmer College of Chiropractic in Santa Clara (Californië) een doctorsgraad in chiropraxie te halen. Hij specialiseerde zich in overgewicht bij kinderen, en in 2007 gepromoveerd tot PhD in medische wetenschap INSAP (Havana Cuba) voor zijn diverse wetenschappelijke studies over kinder obesitas. In een toespraak voor de Verenigde Naties verklaarde hij in september 2011 dat deze keuze voor hem heel persoonlijk was: op achtjarige leeftijd zag hij zijn vader overlijden aan de gevolgen van complicaties van overgewicht. In 2008 werd hij door de toenmalige regering van Aruba gevraagd om een taskforce Obesitas te leiden, een jaar later werd hij minister.